# ファゾトロン-NIIR
JSC ファゾトロン-NIIR（ロシア語: ОАО «Корпорация «Фазотрон-НИИР»、英語：Phazotron-NIIR）は、ロシア最大の軍事レーダーおよびアビオニクスの開発会社である。主要プロジェクトの一つである旧ソ連初のコスモトロンにちなんで名づけられた同社は、1917年6月に航空機器の製造を目的として設立された。本社はモスクワにあり、モスクワをはじめ、ロシア、ウクライナ、ベラルーシの各都市に25の関連会社、支店、独立した部門がある。推定で約5000人の従業員を雇用している。ソビエト時代には、レーダーの科学研究所、NIIレーダーまたはNIIR（同じNIIRのNIIラジオと混同されないように）と呼ばれていた。 
元主任設計者の一人であるアドルフ・トルカチェフは、アメリカのスパイとなり、1979年から1985年にかけて、R-23、R-24、R-33、R-27、R-60、S-300などのプロジェクトや、MiG-29、MiG-31、Su-27に使用された戦闘機-要撃機のレーダーやその他のアビオニクスに関する多くの情報をCIAに直接提供した。 
旧ソビエト連邦とロシアにおけるファゾトロンの主な競合相手は、機器設計のV・V・チホミーロフ記念機器製作科学研究所またはNIIPであり、両設計機関は一時的に合流したが、その後再び分離した。

## 製品
ファゾトロンは、航空機、銃・ミサイル用のレーダー、レーダー兵器および防衛制御システムを製造している。また、宇宙船用のレーダーも製造している。軍事製品に加えて、ファゾトロンは気象レーダーや民間製品も開発している。 

### レーダー
- RP-21/22 サプフィル-21
- RP-23 サプフィル-23
- N003 サプフィル-23ML/MLA
- N007 ザスロン
- N008 サプフィル-23MLA-II
- N010 ジューク